# Pieptene pentru puiet

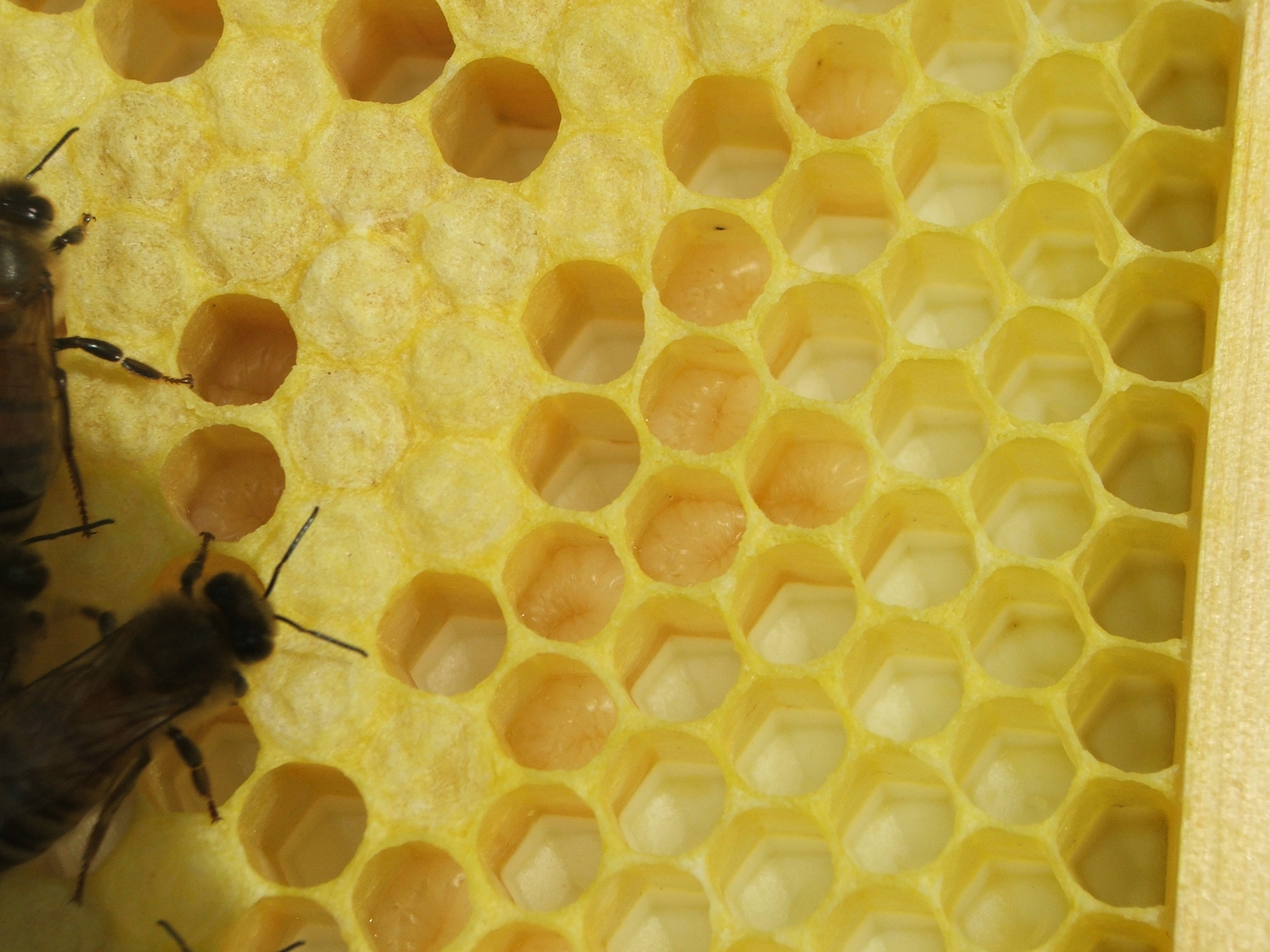
Pieptene proaspăt pentru puiet cu puiet și larve

Piptene de puiet este structura de ceară de albine a celulelor în care regina albină depune ouă. Este partea din stup în care colonia crește un nou puiet. În timpul sezonului de vară, o matcă tipică poate depune 1500-2000 de ouă pe zi, ceea ce duce la clocirea a 1500-2000 de albine după perioada de dezvoltare de trei săptămâni.
Fagurele de puiet se găsește de obicei în partea inferioară a stupului de albine, în timp ce fagurele poate înconjura zona de puiet și se găsește exclusiv în mierea superioară. Când o matcă nu are suficient fagure pentru a depune ouă, de obicei din cauza congestiei de polen sau miere, colonia de albine poate fi mai predispusă la roire.

## Dimensiune
Celulele fagurelui prismatic hexagonal pentru fagurele de puiet variază în dimensiune. Diametrul variază între mai puțin de 4.6 mm} și mai mare de 0.6 mm. Albinele trântor necesită cea mai mare dimensiune a celulei. Există unele dovezi care sugerează că o celulă mai mică permite un timp de dezvoltare mai rapid de la ou la o albină adultă complet dezvoltată.

## Aspect

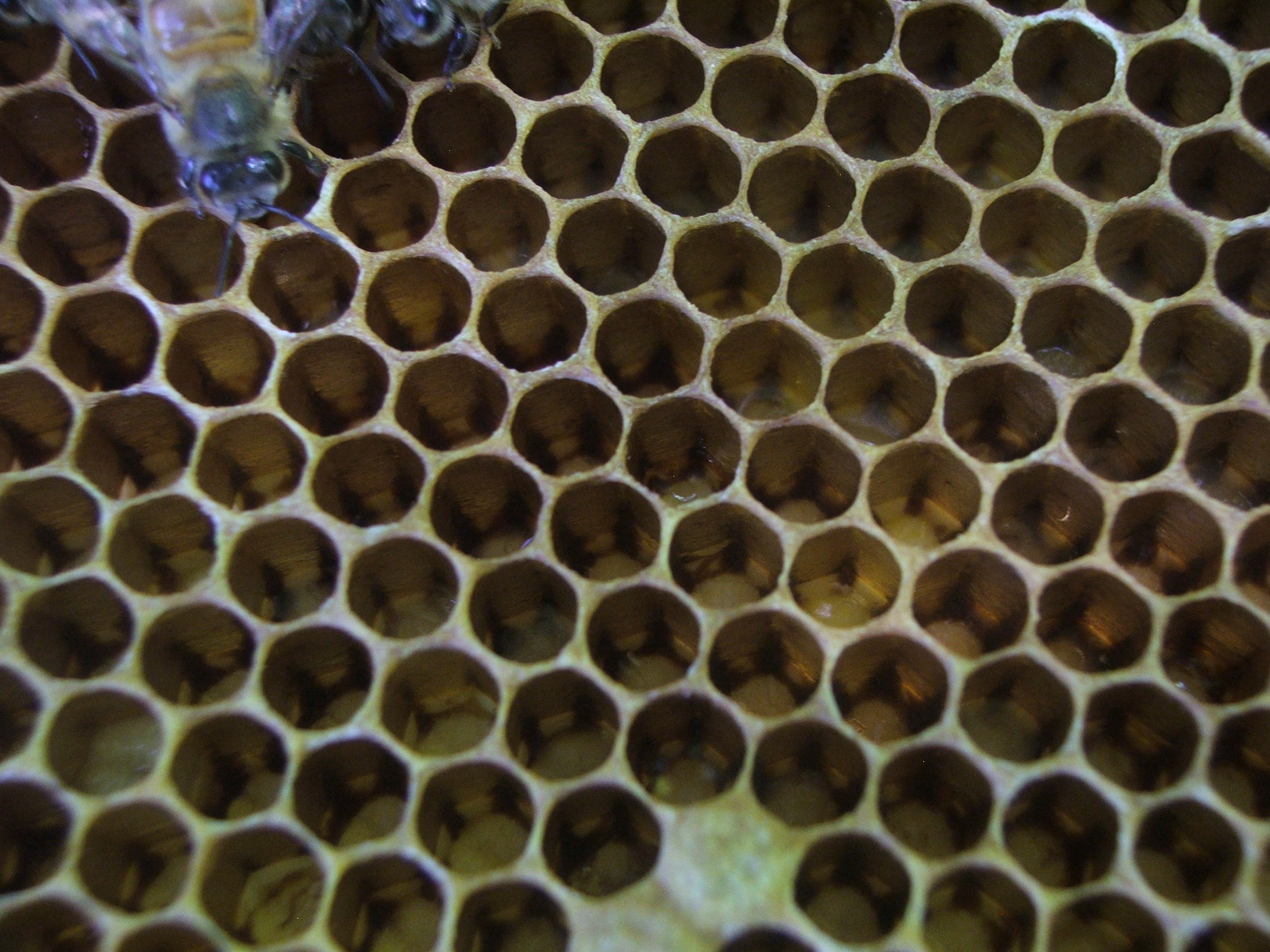
Pieptene de puiet mai întunecat (≈4 luni))

Fagure și fagure au două fețe. Vârful unde trei celule se întâlnesc pe o parte se află în centrul unei celule pe cealaltă parte.
Pieptene de ceară de albine proaspăt creat poate părea alb la început. După ecloziunea primei generații de albine din fagurele de puiet, acesta devine galben și mai închis la culoare (fagurele care este folosit exclusiv pentru fagurele de miere pare mai deschis). Pieptene de puiet care este folosit pentru generațiile ulterioare de puiet de albine devine din ce în ce mai închis până când aproape că pare negru. Coconul se lipește de pereții hexagonali ai celulei și nu este îndepărtat. Schimbarea culorii fagurelui se datorează coconilor care rămân în interiorul celulelor și, de asemenea, particulelor mici de sol și polen care sunt purtate de albine în timp.

## Celulele reginei
Albinele regine nu sunt crescute în fagure hexagonal, dar necesită o celulă a regine specială.